# Mystic-Klasse

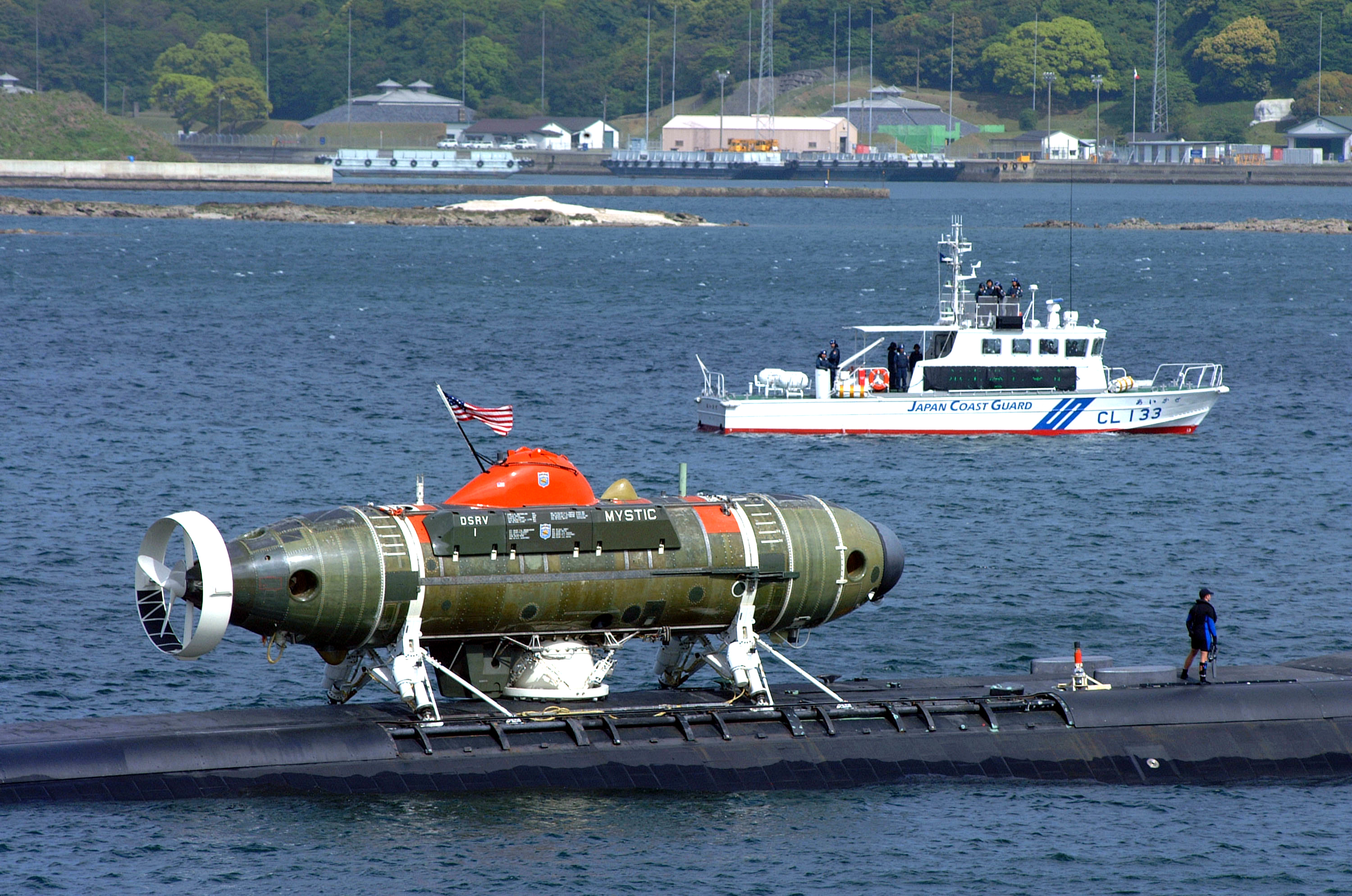
Das Rettungs-U-Boot Mystic (DSRV-1) auf dem U-Boot La Jolla

Die Mystic-Klasse war eine Klasse von zwei Rettungs-U-Booten der United States Navy. Sie waren konzipiert, um die Besatzung von gesunkenen U-Booten zu retten.

## Geschichte
Die Planung für tieftauchende Rettungs-U-Boote begann, nachdem das Atom-U-Boot Thresher 1963 gesunken war. Lockheed Missiles & Space erhielt den Auftrag über drei Einheiten, letztlich wurden aber nur zwei gebaut. Die Mystic (DSRV-1) lief 1970 vom Stapel, die Avalon (DSRV-2) 1971.
Während ein Tauchboot an Übungen teilnahm oder überholt und gewartet wurde, stand das andere in Bereitschaft.
Die Avalon wurde 2000 außer Dienst gestellt, die Mystic 2008. Sie werden ersetzt durch das Submarine Rescue Diving and Recompression System’s Rescue Capable System.

## Technik

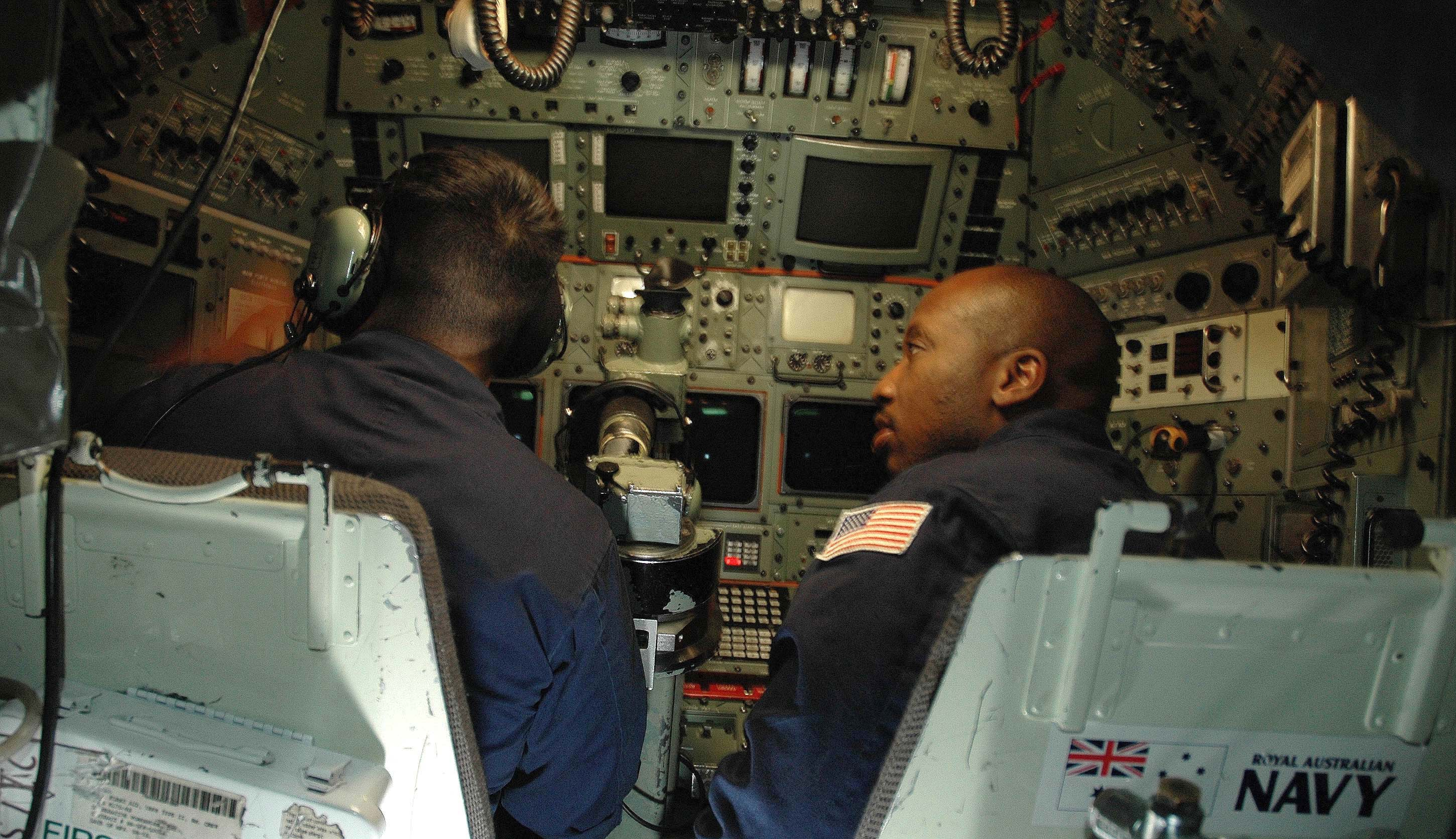
Blick ins Cockpit

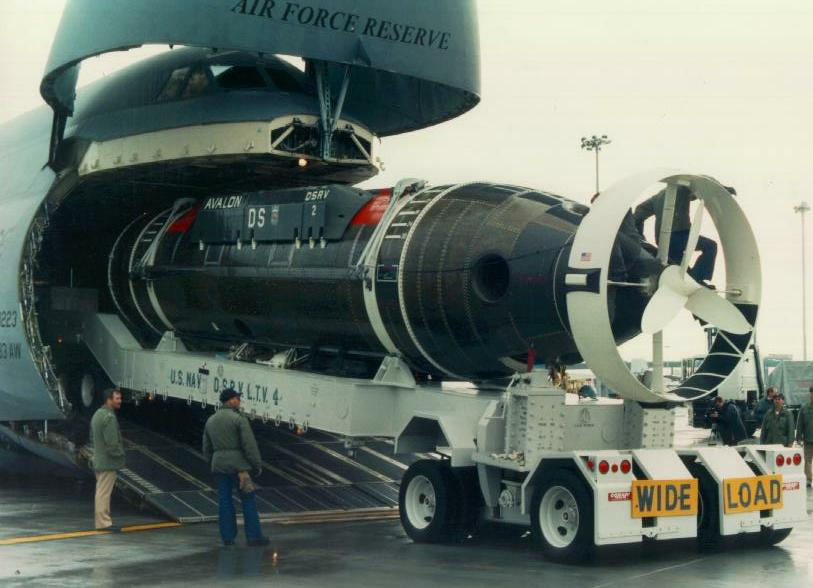
Verladung der Avalon (DSRV-2) in eine Lockheed C-5 Galaxy

Die Boote bestanden aus sogenanntem HY-140-Stahl, der es ihnen erlaubte, Tiefen von bis zu 5.000 Fuß (1.500 Meter) sicher zu erreichen. HY-140 bedeutet, dass der Stahl eine garantierte Streckgrenze von 140.000 psi hat (HY = englisch High Yield = „Hohe Streckgrenze“). Angetrieben wurden die 15 Meter langen Retter von Elektromotoren, die von Silberoxid-Zink-Batterien gespeist wurden. Die Geschwindigkeit der Boote lag bei vier Knoten.

## Einsatzprofil
Im Falle des Untergangs eines U-Bootes und wenn noch Hoffnung besteht, dass der Rumpf des U-Boots unbeschädigt ist, konnte ein Boot der Mystic-Klasse per Flugzeug (Lockheed C-5 Galaxy oder Antonow An-124) zum nächsten Hafen transportiert werden. Dort wäre das DSRV auf ein Schiff geladen oder an einem U-Boot befestigt worden. Dieses hätte es an die Unglücksstelle gebracht, wo es an das gesunkene U-Boot andocken und Überlebende retten konnte. Auch U-Boote anderer Marinen können DSRVs transportieren.

## Trivia
- Die Mystic-Klasse kam in Tom Clancys Roman Jagd auf Roter Oktober und dessen gleichnamiger Verfilmung vor. Im Roman wurde mit der Avalon in vier Tauchgängen bis auf die meuternden Offiziere die gesamte Besatzung des titelgebenden U-Bootes der Typhoon-Klasse gerettet, während die Mystic die Besatzung der zur Täuschung versenkten USS Ethan Allen birgt. Im Film spielt lediglich die Mystic eine Rolle und ermöglicht es den amerikanischen Protagonisten, unbemerkt auf das titelgebende Schiff überzusetzen.
- Auch im Film U-Boot in Not wird das DSRV 1 zur Rettung eines Teiles der Besatzung der gesunkenen USS "Neptun" verwendet.
- Im Film Hunter Killer wird eine Mystic zur Rettung von Seeleuten aus einem gesunkenen russischem U-Boot verwendet.